# 缩窄杓鹬盘吸虫
缩窄杓鹬盘吸虫（学名：Numeniotrema constricta）为微茎科杓鹬盘属的动物。在中国大陆，分布于广东湛江等地，营寄生生活，寄生在肠。该物种的模式产地在广东省湛江市。